# セドリック・カラッソ
セドリック・カラソ（Cédric Carrasso, 1981年12月30日 - ）は、フランス・ヴォクリューズ県アヴィニョン出身の元サッカー選手。ポジションはゴールキーパー。弟でASモナコに所属しているジョアン・カラッソもプロのGK。

## クラブ経歴
1998年、地元のアヴィニョンのユースチームに入団。1999年には名門・オリンピック・マルセイユに移籍。2000年にはトップチームに昇格するが出場はなく、2001-02シーズンにクリスタルパレスFCへレンタル移籍し、ここでトップチームデビューを果たす。マルセイユに復帰した2002-03シーズンにはリーグ・アンデビュー。しかし膝を負傷してしまい、このシーズンは2試合のみの出場、03-04シーズンは1試合も出場できずに終わる。
2004-05シーズンはリーグ・ドゥのEAギャンガンへレンタル移籍しレギュラーとして29試合に出場。この活躍が認められ、さらにファビアン・バルテズの離脱もあってマルセイユに復帰した2005-06シーズンからは出場機会が増える。2006-07シーズンはレギュラーに定着し、リーグ戦・カップ戦合わせて自己最多の50試合に出場。2007年夏にはル・アーヴルACからフランス代表のスティーヴ・マンダンダが加入するが、カラッソはチームを去ることはなく逆に契約を延長する。しかし、開幕間もない8月22日の試合で左アキレス腱を断裂し全治6カ月の診断を受ける。予定よりも早い翌年1月には復帰するも、マンダンダにレギュラーを奪われてしまい2007-08シーズンは4試合の出場にとどまった。
2008年6月24日、出場機会を求めて移籍金250万ユーロでトゥールーズFCへ移籍。ここでレギュラーとして復活し、チームのリーグ・アン4位とEL出場権獲得に貢献した。
2009年6月30日に2008-09シーズンのフランス王者であるFCジロンダン・ボルドーへ、移籍金800万ユーロで移籍した。移籍後は長年正GKだったユルリク・ラメを押しのけてレギュラーを獲得した。
2016-17シーズンでボルドーとの契約を満了し、フリーとなっていたが、2017年9月8日、ガラタサライに1年契約で加入した。

## 代表経歴
2009年2月11日のアルゼンチンとの親善試合でフランス代表に初招集された（ただしウーゴ・ロリス、マンダンダに次ぐ第3GKとしてであり、出場機会はなかった）。2010 FIFAワールドカップのメンバーにも招集されたものの、フランスは1分け2敗と1勝もできずにグループリーグで敗退。さらに自身も負傷のため大会途中での帰国を余儀なくされた。
その後もロリス、マンダンダの前になかなか出場機会が訪れなかったが、2011年6月9日のポーランドとの親善試合で代表デビューを果たした。

## 所属クラブ
- オリンピック・マルセイユ 2000-2008

→  クリスタル・パレスFC (loan) 2001-2002
→  EAギャンガン (loan) 2004-2005
- トゥールーズFC 2008-2009
- FCジロンダン・ボルドー 2009-2017
- ガラタサライ 2017-2018

## 代表歴

### 出場大会
- フランス代表
  - 2010 FIFAワールドカップ

### 試合数
- 国際Aマッチ 1試合 0得点（2011年）[4]

| フランス代表 | 国際Aマッチ | 国際Aマッチ |
| 年           | 出場        | 得点        |
| ------------ | ----------- | ----------- |
| 2011         | 1           | 0           |
| 通算         | 1           | 0           |

## 獲得タイトル
マルセイユ
- UEFAインタートトカップ 2007

ボルドー
- クープ・ドゥ・フランス 2012-13
- トロフェ・デ・シャンピオン 2009

ガラタサライ
- スュペル・リグ 2017-18